# Headquake
Headquake är Sators fjärde studioalbum, utgivet 1992. På Grammisgalan 1993 tilldelades albumet en grammis för "Årets hårdrock".

## Låtlista

### Sida A
1. Slug It Out – 3:11
2. We're Right, You're Wrong – 3:37
3. I Wanna Go Home – 3:35
4. Bound to Be Good – 3:48
5. I'd Rather Drink Than Talk – 2:39
6. Skyscraper – 3:57

### Sida B
1. Turnpike – 4:10
2. No Time, Tomorrow – 3:43
3. Heyday – 3:43
4. Someone Got Shot – 3:13
5. Haywire – 3:14
6. Down – 3:49

## Medverkande
- Kent Norberg – sång, elbas
- Hans Gäfvert – keyboard
- Chips Kiesbye – sång, gitarr
- Michael Olsson – trummor